# Zinkiet
Het mineraal zinkiet is een zink-mangaan-oxide met de chemische formule (Zn,Mn2+)O.

## Eigenschappen
Het gele, oranje of rode zinkiet heeft een submetallische glans, een geeloranje streepkleur en een perfecte splijting volgens kristalvlak [0001]. De gemiddelde dichtheid is 5,56 en de hardheid is 4 tot 5. Het kristalstelsel is hexagonaal en het mineraal is niet radioactief.

## Naam
De naam van het mineraal zinkiet is afgeleid van de chemische samenstelling; het element zink.

## Voorkomen
Zinkiet is een mineraal dat voornamelijk in niet-kristallijne vorm voorkomt in gemetamorfoseerde zink en mangaan erts-afzettingen. De typelocatie is Sterling Hill en Franklin, New Jersey, VS.